# Luigi Gaetano Marini
Luigi Gaetano Marini (Santarcangelo di Romagna, 18 dicembre 1742 – Parigi, 7 maggio 1815) è stato uno storico, archeologo, giurista, epigrafista e filosofo naturale italiano.

## Biografia
Figlio di Filippo Marini e della contessa Francesca Baldini, dopo aver ricevuto una solida educazione di base al collegio di San Marino e al seminario di Rimini, fu in grado di sostenere brillantemente gli studi giuridici e filologici all'Università di Bologna (1762) e in seguito di laurearsi a Ravenna in diritto canonico e civile.
Si recò a Roma nel dicembre 1764, dove divenne amico dei cardinali Alessandro Albani e Giuseppe Garampi. Entrò in relazione con i più noti studiosi del suo periodo e mantenne con loro una intensa corrispondenza. Nel 1772 fu nominato  coadiutore di Marino Zampini, prefetto agli archivi del Vaticano e di Castel Sant'Angelo . In seguito, sotto la Repubblica Romana, Marini fu nominato prefetto di ambedue gli archivi, nonché presidente dei Musei Vaticani e della Biblioteca Vaticana. Il 18 agosto 1800, Pio VII lo fece primus custos della biblioteca e prefetto degli archivi. Nel gennaio 1805, fu nominato cameriere d'onore del Papa.
Quando gli archivi della Curia romana furono trasferiti a Parigi da Napoleone, li seguì e raggiunse Parigi l'11 aprile 1810. Dopo la caduta di Napoleone il conte di Artois, vice-reggente e fratello del re, emise un decreto il 9 aprile 1814, per la restituzione alla Santa Sede degli archivi, di tutti i documenti e manoscritti,  e di diverse altre collezioni. Il 28 aprile i commissari pontifici, de Gregorio, Gaetano Marini, e suo nipote  Marino Marini, presero in carico l'intera proprietà; ma Gaetano Marini, che da tempo era malato, morì a Parigi.
Padroneggiava latino, greco ed ebraico, possedeva grandi conoscenze giuridiche, e era interessato ai problemi di filosofia naturale. La sua grande opera sui papiri è un lavoro di riferimento per la papirologia. Nel 1785 Marini pubblicò le iscrizioni rinvenute a Villa e Palazzo Albani; le grandi aspettative suscitate dall'opera furono pienamente soddisfatte dalla pubblicazione dei due volumi in quarto sulle iscrizioni dei Fratres Arvales (1795), in cui venivano spiegati ed emendati gli Acta dell'antico collegio sacerdotale romano e venivano pubblicate per la prima volta non meno di 1000 altre iscrizioni. La sua classificazione di cinquemila iscrizioni, sia cristiane e pagane, nella Galleria Lapidaria in Vaticano, gli ha procurato il titolo onorifico di "restauratore" dell'epigrafia latina. Marini era un chierico, ma non un sacerdote. Pregava spesso per ore davanti al Santissimo Sacramento, e andava alla comunione tre volte alla settimana. Durante il suo soggiorno a Parigi, diede in elemosina 3000 scudi.

### Scritti
- Degli Archiatri Pontifici, 1784: vol. 1, vol. 2
- Gli atti e monumenti de' fratelli Arvali, 1795.
- Iscrizioni antiche doliari (redatto tra 1798-1799, edito nel 1884 da Giovanni Battista de Rossi)[4]
- I papiri diplomatici, 1805.
- Memorie istoriche degli Archivi... (postuma)